# Атаев, Торе
Торе Атаев — советский хозяйственный, государственный и политический деятель.

## Биография
Родился в 1912 году. Член КПСС.
С 1929 года — на хозяйственной, общественной и политической работе. В 1929—1972 гг. — комсомольский, советский и партийный работник в Туркменской ССР, инструктор Ашхабадского областного комитета КП(б) Туркменистана, ответственный работник ЦК КП(б) Туркменистана, заместитель народного комиссара, министр местной промышленности Туркменской ССР, секретарь Ашхабадского обкома КП(б) Туркменистана, председатель Исполнительного комитета Ашхабадского городского Совета, председатель Верховного Совета Туркменской ССР, начальник Главного управления профессионально-технического образования при СМ Туркменской ССР, председатель Государственного комитета СМ Туркменской ССР по профессионально-техническому образованию.
Избирался депутатом Верховного Совета Туркменской ССР 3-го, 4-го, 5-го созывов.
Умер в Ашхабаде в 1972 году.